# 大井競馬場
大井競馬場（おおいけいばじょう、Ohi Racecourse）は、東京都品川区勝島にある地方競馬の競馬場である。施設は東京都競馬株式会社の所有で、特別区競馬組合が賃借し「東京シティ競馬 (TCK)」の愛称で競馬を施行している。川崎競馬場（神奈川県川崎市）、浦和競馬場（埼玉県さいたま市）、船橋競馬場（千葉県船橋市）と共に南関東公営競馬を構成する。SPAT4加盟。南関唯一の右回りコースの競馬場である。

## 概要

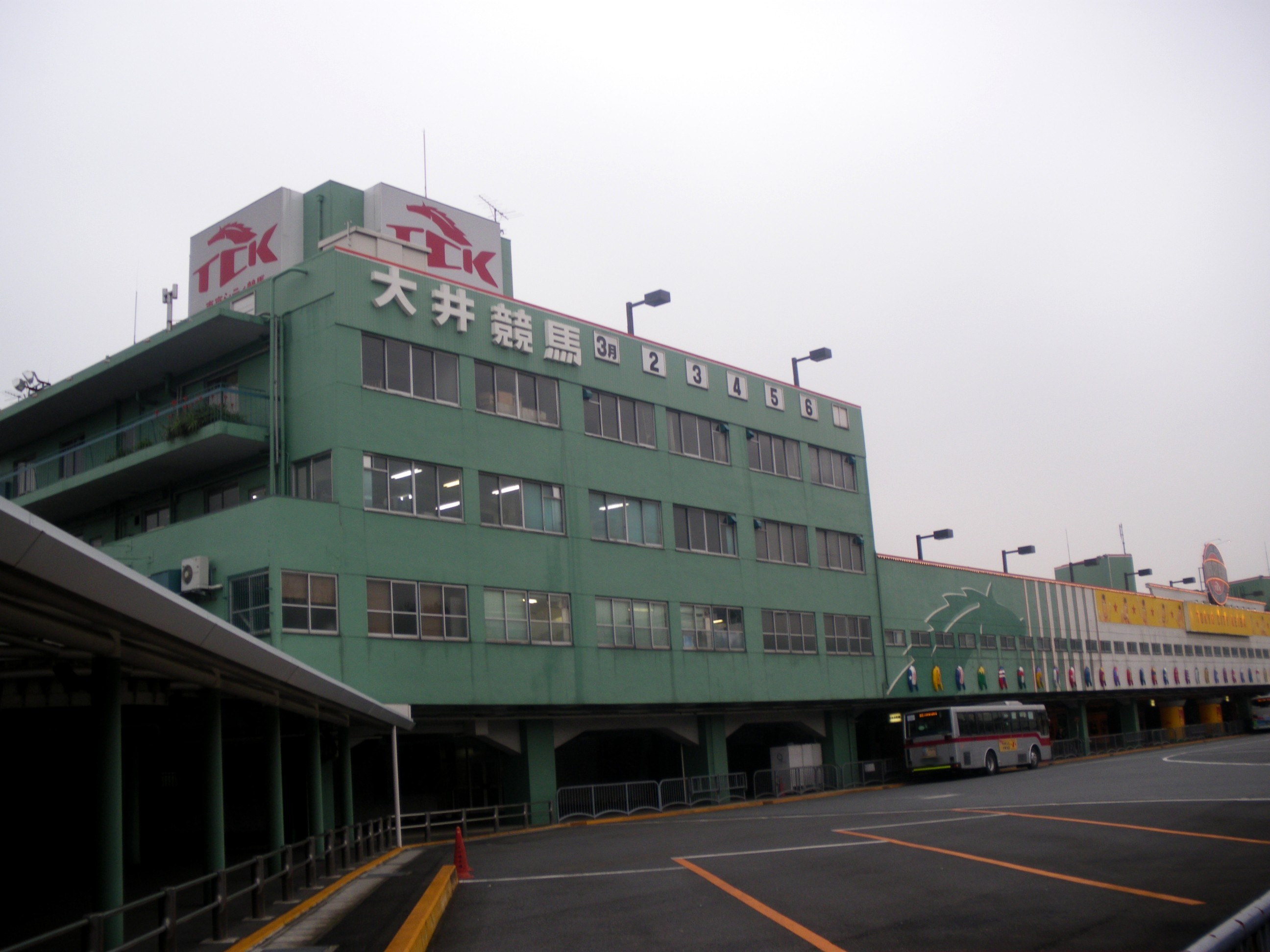
大井競馬場正門。正門前はバス発着場にもなっている。

1950年（昭和25年）5月に開場。同年8月には特別区に対し競馬開催が認可され、10月に設立された特別区競馬組合により、11月に第1回区営競馬が開催された。
かつては特別区のほかに東京都庁も競馬を主催していたが、1967年に東京都知事に就任した美濃部亮吉が都営ギャンブルの全廃を宣言。東京都が年8回開催していた大井競馬については、1970年度（昭和45年度）から開催回数を減少させて1973年度（昭和48年度）までに廃止する方針を打ち出した。これに対して特別区側は、都が減少させる開催分を肩代わりすることを宣言。結果的に東京都が主催者の立場から撤退したのみで開催数に変化はないまま、現在は特別区のみが主催している。ただし東京都庁は、大井競馬場や地方競馬電話投票システムSPAT4の所有および運営を行っている東京都競馬株式会社の筆頭株主でもあり、現在も間接的に公営競技から利益を得ている。
日本の競馬で使用されているゴール写真判定、枠別の帽色、スターティングゲート、パトロールフィルム制度は、いずれも大井競馬場が初めて採用した。また、拡大馬番号連勝複式勝馬投票法（ワイド）も、大井競馬場が日本で最初に発売開始した。
1995年（平成7年）8月には、サンタアニタパーク競馬場と友好交流提携に調印。交換競走として大井競馬場では「サンタアニタトロフィー」が、サンタアニタパーク競馬場では「東京シティカップ」が行われている。
敷地内には1954年から大井オートレース場も併設していたが、大井オートレース場は、1973年に廃止された。

## 歴史
- 1950年5月2日 - 開場。
- 1955年10月 ‐ 2号スタンドが竣工。（～2014年）
- 1958年2月 ‐（新）1号スタンドが竣工。（旧1号スタンドは1950年大井競馬場開場時に竣工した木造のスタンド）（～2001年）
- 1963年10月 ‐ 現在の正門と3号スタンド（～2015年）が竣工。
- 1973年10月16日 ‐ 大井競馬第5競走で的場文男騎手がデビュー。
- 1974年
  - 5月 ‐ 4号スタンドが竣工。
  - 6月6日 - 地方競馬では初となる「中央競馬招待競走」を実施。優勝はゴールドイーグル（愛知所属、大井出身）。
- 1979年11月11日〜11月17日 - 前年、米競馬三冠最年少記録を達成したスティーブ・コーゼン騎手が来日し騎乗する。25戦7勝の結果[5]。
- 1986年7月31日 - 全ての公営競技を通じて、日本で初めてとなるナイター競走（トゥインクルレース）が開催された。
- 1996年
  - 1月25日 - 厩舎の馬洗い場にいたスーパーオトメが物音に驚いて脱走、首都高速道路上に出る（「スーパーオトメ首都高速脱走事件」）。
  - 6月19日 - 第19回帝王賞において、77818人の入場者数の最高記録を達成。優勝はホクトベガ（JRA所属）。
- 1997年12月30日 - ハクホウクンが、日本の競走馬の白毛馬としての初勝利を収める。
- 2000年 - 大井競馬場開設50周年記念事業として、20世紀を代表する名馬「ハイセイコー」の等身大の銅像を製作、正門付近に設置する。
- 2001年10月31日 - 第1回JBCが大井競馬場で開催。
- 2003年12月28日 ‐ 1号スタンド跡地に、新スタンド「L-WING」が竣工。
- 2007年10月31日 - 第7回JBCスプリントで御神本訓史騎乗のフジノウェーブ（大井所属）が勝利、JBC史上初となる地方所属馬の勝利を果たす。
- 2008年4月11日 - 東京都競馬株式会社が米国で購入したバーナスコーニが、海外既走外国産転入馬として初出走した。
- 2011年
  - 8月3日 - 同日実施されたサンタアニタトロフィーに地方競馬として初となる外国招待馬「レッドアラートデイ」（アメリカ）が出走した（16頭立て15着、完走馬最下位）。
  - 12月29日 - 東京大賞典が地方競馬において初となる国際競走・国際GIに格付けされた。競走のレベルアップとダート競馬の発展に期待してのことで、日本グレード格付け管理委員会に対して申請し、認可された。
- 2013年
  - 9月1日 - 史上初となる韓国との国際競走「アジアチャレンジカップ」が業務提携を結んだソウル競馬場で行われ、的場文男騎乗のトーセンアーチャー（橋本和馬厩舎）が優勝。
  - 11月26日 - 韓国との国際競走「インタラクションカップ」が行われ、韓国所属のワッツヴィレッジが優勝。
- 2014年12月29日 - 東京大賞典が第60回を迎えたのを記念し、同競走史上初となる外国招待馬「ソイフェット」（アメリカ）が出走した（肺出血のため完走馬最下位）。
- 2015年11月1日 - 2号スタンド跡地に新スタンド「G-front」が竣工。[6]。
- 2016年
  - 3月 ‐ 競馬界初の自動追尾マルチカメラコントロールシステム搭載のパドックビジョンがパドックに導入される。（「2016年度グッドデザイン賞」受賞）競馬界初の自動追尾マルチカメラコントロールシステム搭載したパドックビジョン

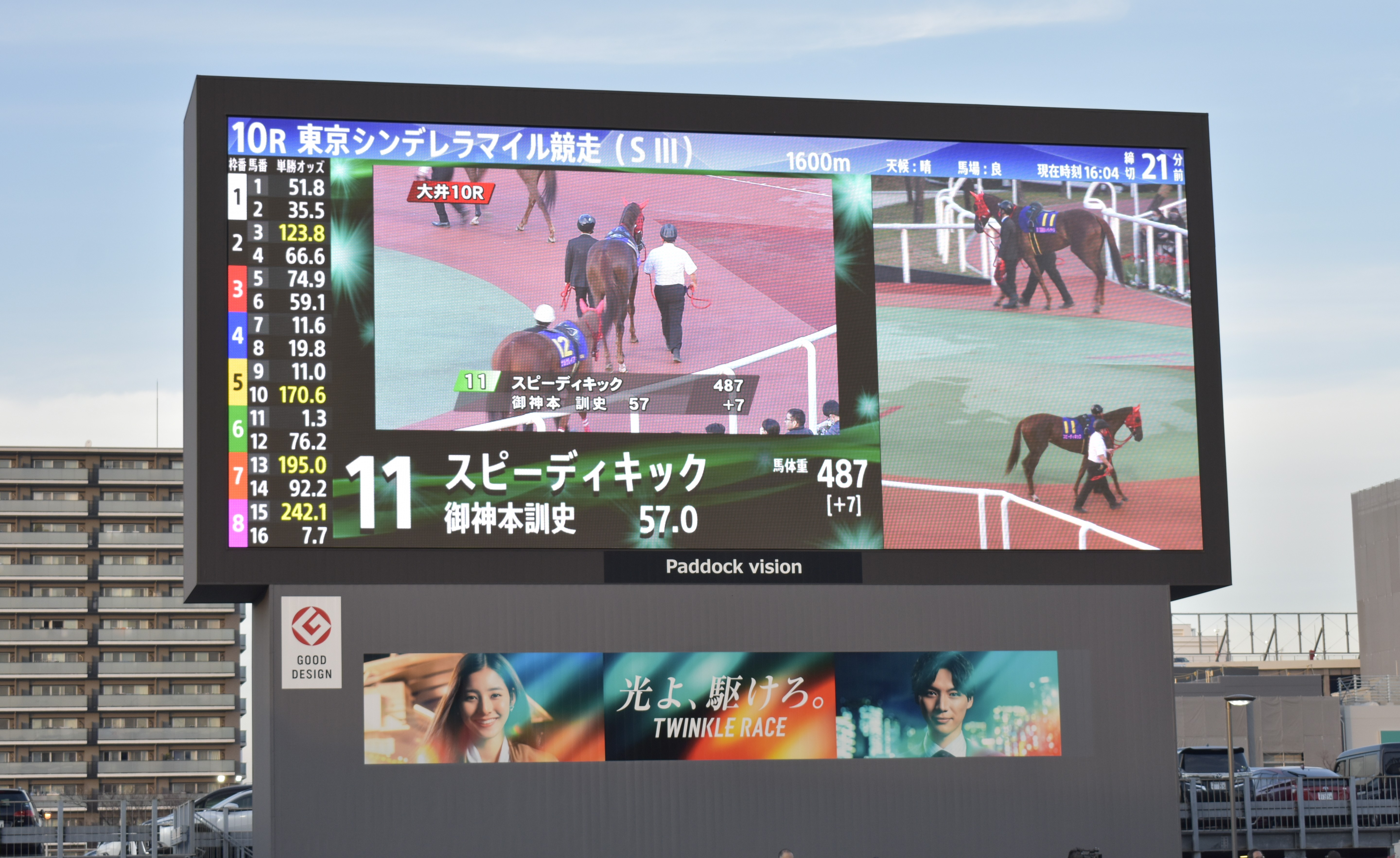
競馬界初の自動追尾マルチカメラコントロールシステム搭載したパドックビジョン

  - 12月29日 - 第62回東京大賞典において37億3269万5200円（前年比135.8%）を売り上げ、地方競馬の1レースにおける売上レコードを更新。また、1日の売上も61億9493万3590円（前年比127.7%・SPAT4LOTOの売上を含む）と、こちらも地方競馬の1日における売上レコードを更新している[7]。なお、平成28年度（2016年4月4日～2017年3月24日）の売上は1159億791万7950円（前年比104.3%）となり、2年連続で売り上げが1100億円を突破。1日平均の売上も11億9492万6990円（前年比105.3%）と、前年度を上回っている[8]。
- 2017年12月29日 - 第63回東京大賞典において42億7307万1200円（前年比114.5%）、1日で70億4365万7260円（前年比113.7%・SPAT4LOTOの売上を含む）を売り上げ、前年に引き続き地方競馬の1レース・1日の売上レコードを更新した[9]。平成29年度（2017年4月17日～2018年3月30日）の売上は1266億4247万9360円（前年比109.3%）となり、15年ぶりに売り上げが1200億円を突破。1日平均の売上も13億559万2570円（前年比109.3%）と、引き続き前年度を上回っている[10]。
- 2018年
  - 8月12日 ‐ 的場文男騎手が、大井競馬第5競走を、シルヴェーヌ号(1番人気)で優勝し、地方競馬通算7152勝を達成。佐々木竹見元騎手が保持していた地方競馬通算最多勝記録7151勝を更新。
  - 10月7日 - 冬季の競馬未開催日に場内が大規模なイルミネーションスポットとなるイベント「東京メガイルミ（TOKYO MEGA ILLUMINATION）」を初開催。以降冬季の恒例イベントとなる。
- 2020年8月19日 - 黒潮盃当日の1日の売上が20億7005万9980円となり、レコードを更新した[11]。
- 2021年
  - 8月18日 - 前年に引き続き、黒潮盃当日の1日の売上が21億2927万400円のレコード更新となった[11]。
  - 11月19日 - 日本の競馬場（地方競馬・中央競馬を通じて）唯一、かつ世界各地に現存する競馬場としてもやはり唯一となる、左右両回りによる競馬競走の開催を決定。その第1回は「～最後の直線を左から右へ～Make New Way賞」（大井競馬場所属馬限定サラブレッドB2・B3級特別競走、1650mダートコース左回り。出走最大可能頭数12頭）[12]。これ以後、当面は原則として1開催につき1競走を左回り競走に充当させる[13][14]。
- 2023年
  - 9月8日 - 台風13号の影響により、安全かつ公正な競馬の実施は困難と判断したため開催を取りやめ。なお、代替開催も行われず[15]。
  - 12月5日 - 12時45分ごろ、総合事務所、厩舎地区などが破断した電源ケーブルのショートにより、一部の電気系統が停電。メインスタンドのL-WINGなどには影響がなかったが、業務エリアの停電により検量が行えず、ケガ人は出なかったがマンホールから煙が出ているとの報告もあり消防車も出動するなど、競馬運営に影響が出るため、13時25分ごろ、第14回大井競馬2日目の開催取りやめを決定、12月9日に無観客で代替開催された。[16][17]。
  - 12月31日 - 当日開催の1日の売上が36億1262万1820円のレコード更新となった[18]。また、第15回開催（2023年12月26日～同月31日）の合計売得金が262億7112万円となり、地方競馬1開催における売上レコードを更新[19]。更に2023年の総売得金が2056億2314万1550円、1日平均の売得金が21億1982万円6200円となり、東京シティ競馬における売上記録を32年ぶりに更新した[20]。
- 2024年
  - 6月5日 - メインレース並びに最終レースの2競走を対象にトラッキングシステムを導入[21]。
  - 8月15日 - 台風7号の影響により、16日に行われる予定だった大井競馬5日目は入場者の安全な来場を確保することが難しいと判断されたため、開催を取りやめて代替競馬が17日に無観客で開催されることを発表した[22]。
  - 10月4日 - この日開催の第3競走（2歳新馬戦）が、本来5頭立てで行われる予定だったが、2頭が出走取消、1頭が競走除外になった事により、2頭立てで行われた。2頭立てのレースが行われたのは、当地のみならず地方競馬全体でも記録がコンピューターで管理されている1973年4月以降では初めて、中央競馬を含めても1970年8月9日の小倉競馬第2競走・サラブレッド系障害オープン以来54年ぶり3度目の珍事となった[23][24]。

## コース概要
平坦なダートコース。右回りの第3コーナーから第4コーナーにかけて内回りと外回りの2コースが存在し、現在は1500m・1600mのみ内回りを使用する。本馬場内側には、調教用の練習馬場（1周1500m、幅員15m）も設けられている。スパイラルカーブは採用されていない。
2021年に左回りコースが新設され（後述）、世界で唯一の「両回り」のコースとなった。
2023年、第23回JBC競走開催に合わせて、砂を入れ替える工事を行い、同時にクッション砂厚を8cmから10cmに変更した。新たに使用するのはオーストラリア・西オーストラリア州の新砂。実際に園田競馬場・船橋競馬場・門別競馬場でも使用されたもので、中日スポーツの小泉恵未の寄稿でインタビューに答えた大井競馬場騎手の和田譲治は、船橋競馬場の経験を踏まえて「船橋の砂は雨が降った時に引っ付かないので、板を取る必要がありません。厩務員さんも、馬の手入れが本当に楽になったと言っていました。馬のためにも、人のためにも今回の砂の入れ替えはうれしいです」とするコメントを残している。
- 1周距離：外回り1600m、内回り1400m[25]
- 直線距離
  - （右回り）外回り386m、内回り286m[29]
  - （左回り）外回り300m[29]
- 幅員：25m[25]
- 出走可能頭数：16頭（特選・選抜・普通競走及び左回りは14頭（左回りは令和6年度第15回開催より））[25][29]

### 右回り

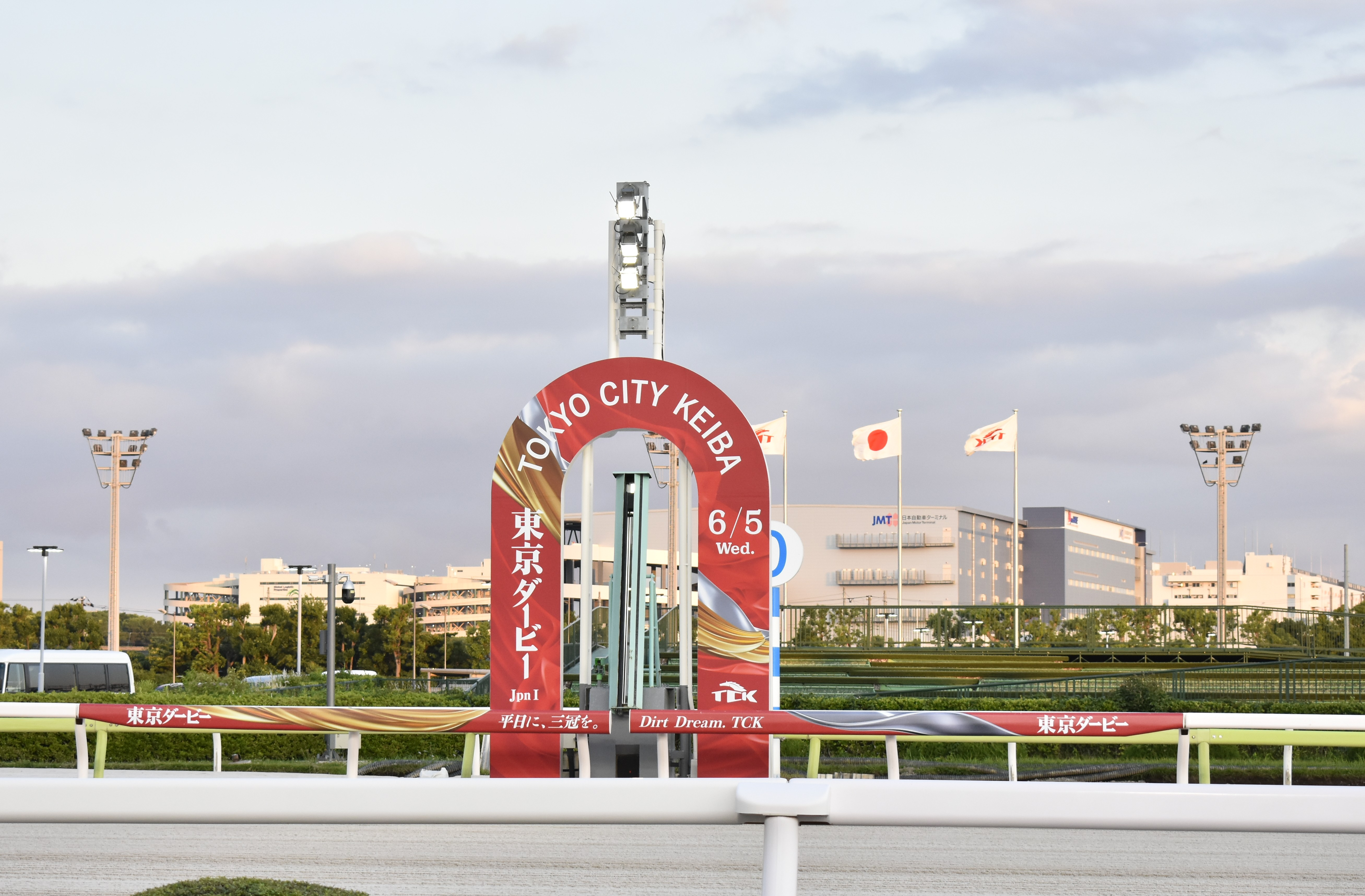
大井競馬場右周りのゴール板。

設定距離
外回り：1000m、1200m、1400m、1700m、1800m、2000m、2400m、2600m
内回り：1500m、1600m
このうち2400mは東京記念、2600mは金盃でのみ使用する。2600mについては、かつては大井記念でのみ使用していたが、大井記念を帝王賞トライアル競走に指定するために2014年から2015年にかけて金盃と距離を入れ替えた。また、1500mについては2018年9月21日の開催を最後に使用されていない。
過去には外回りで2500m・2800m・3000m、内回りで1000m・1200m・1800mの距離設定もあったが、2019年4月現在では全て設定が無い。

### 左回り
設定距離
外回り：1650m

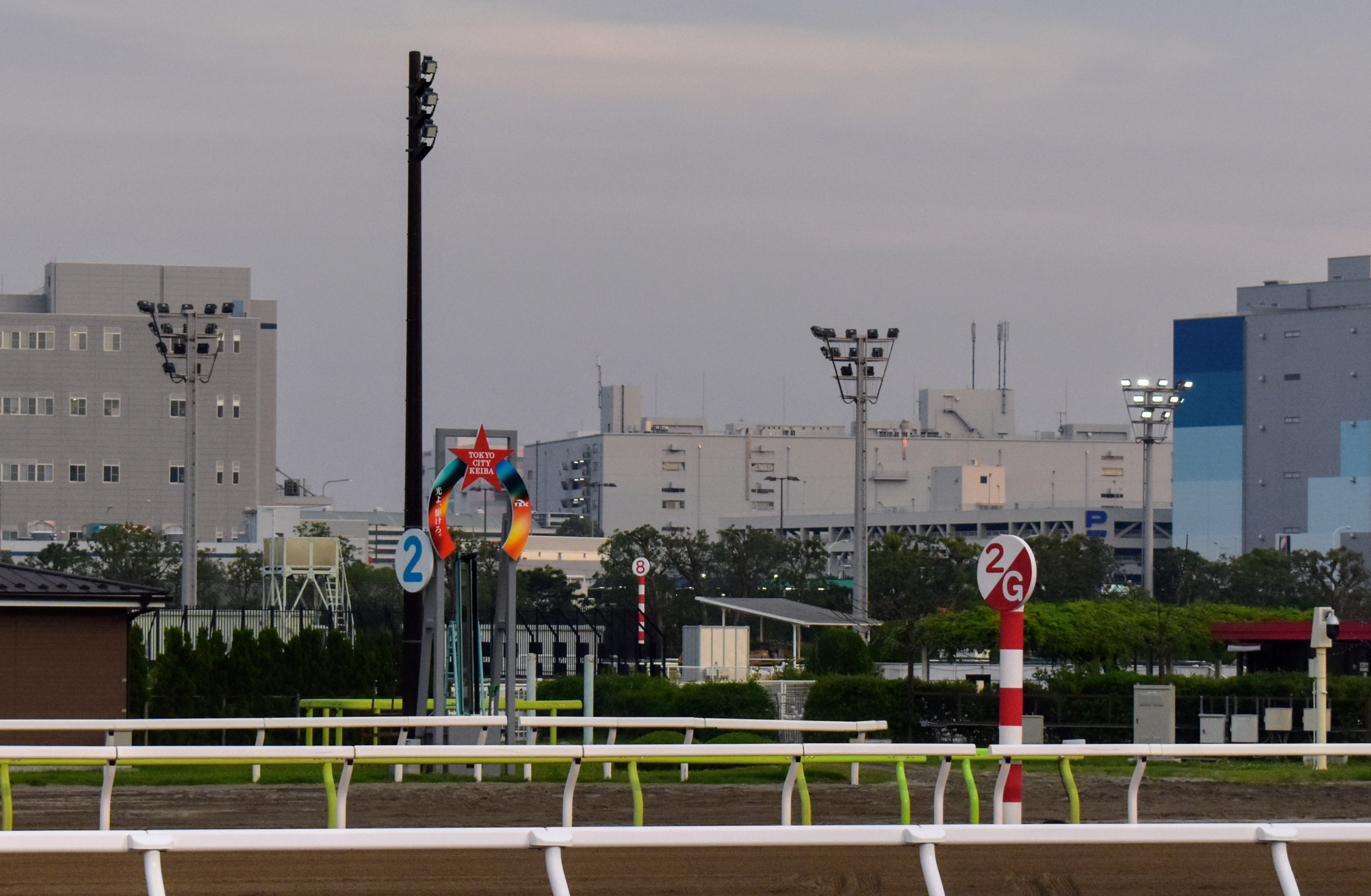
大井競馬場左回りのゴール板

2019年度末に開場70周年を迎える2020年度の競走事業について会見を開き左回りレースの導入が発表され、左回り1650mコースを新設し各開催日の最終競走にて同コースを使用した競走を行う方針が発表された。また、左回り1000mコースのスタート地点の設置も予定されており、将来的には左回りでの2000mの競走を施行する意向も示された。
左回りレースの導入に至った経緯のひとつに、海外競馬のダートコースはほとんどが左回りであることが挙げられる。国際交流競走の東京大賞典において回りの問題で海外馬に出走を断られた経緯があることから、大井競馬場でも左回りの環境を整備することにより外国馬の出走誘致を目指す方針である。
左回りコースのゴールは現在のホームストレッチ右手（4号スタンド前・右回りコースにおける残り200m地点）に設定されており、右回りコースにおけるゴール地点が左回りコースにおける残り200m地点に相当する。残り100m地点（ハロン棒が設置されている）はどちらのコースでも共通となっており、他のハロン棒の設置位置も左回りコースにおけるゴールまでの残り距離の100の倍数と一致する。なお、左回りコースのゴール板は内側の調教用走路の奥に設置され、同地点のハロン棒は右回り用の「2」と左回り用の「G」のツートンカラーに塗り替えられている。両回りコースでの競馬開催は、現存する競馬場の中では世界唯一の事例となる。
当初予定では2020年度中の2021年1月頃からのレース施行を見込んでいたが、そこから丸1年近く後の2021年11月19日の13回大井競馬5日・第12競走「Make New Way賞」にて左回り1650mのレースが初めて施行された。
プレスリリースでは「将来的にはレース数を増やす」意向を示しているものの、実務上の問題があり、当面は開催最終日の最終レースを基本として設定し、施行されている（なお、2024年からは開催初日の最終レースでの実施と変更されている）。

## 開催概要

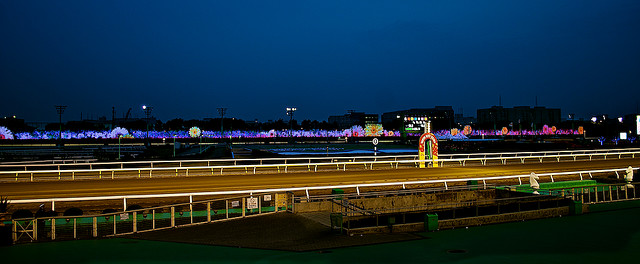
ナイター開催時の様子（2010年）

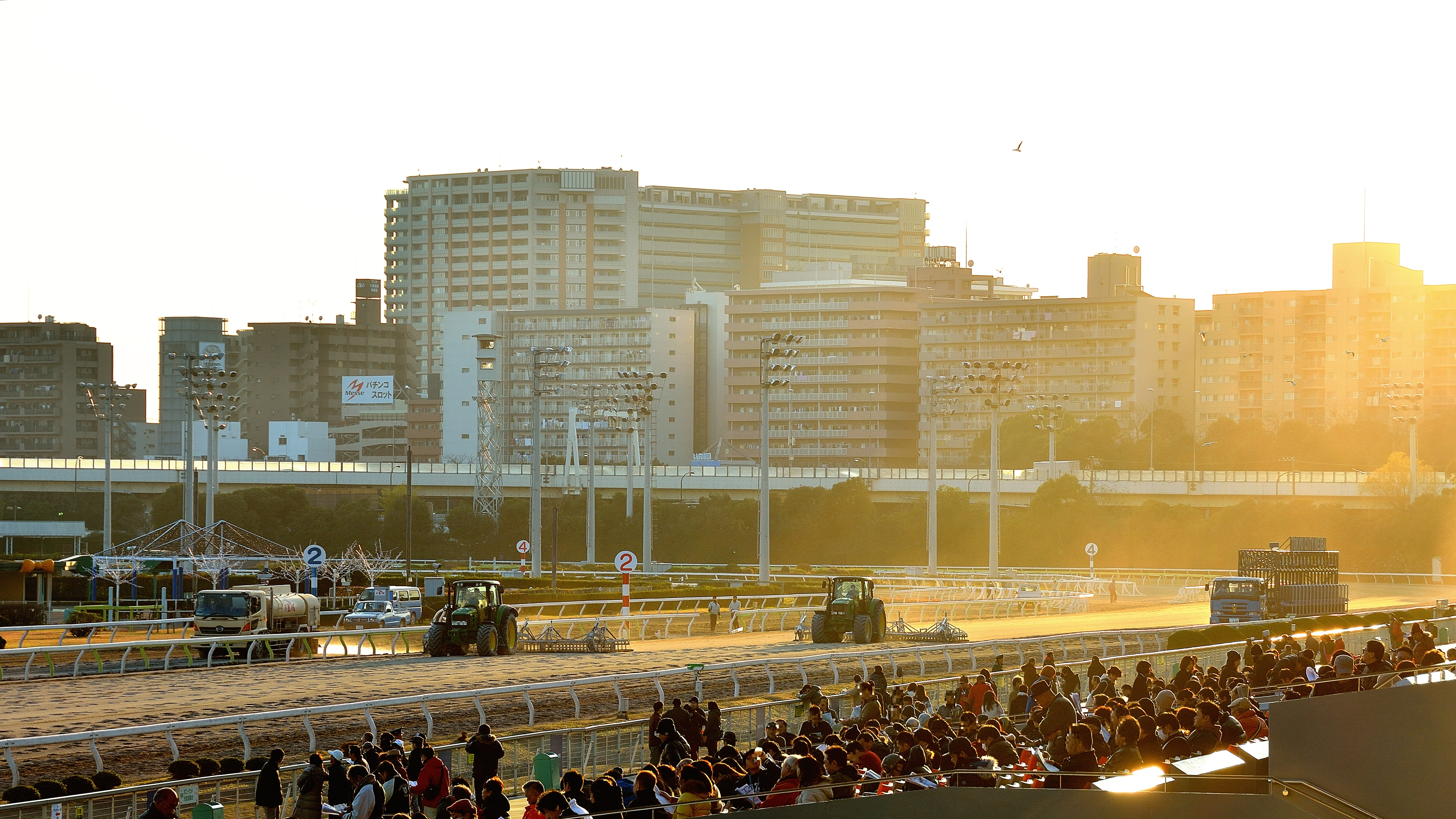
年末の場内風景（2015年12月31日）

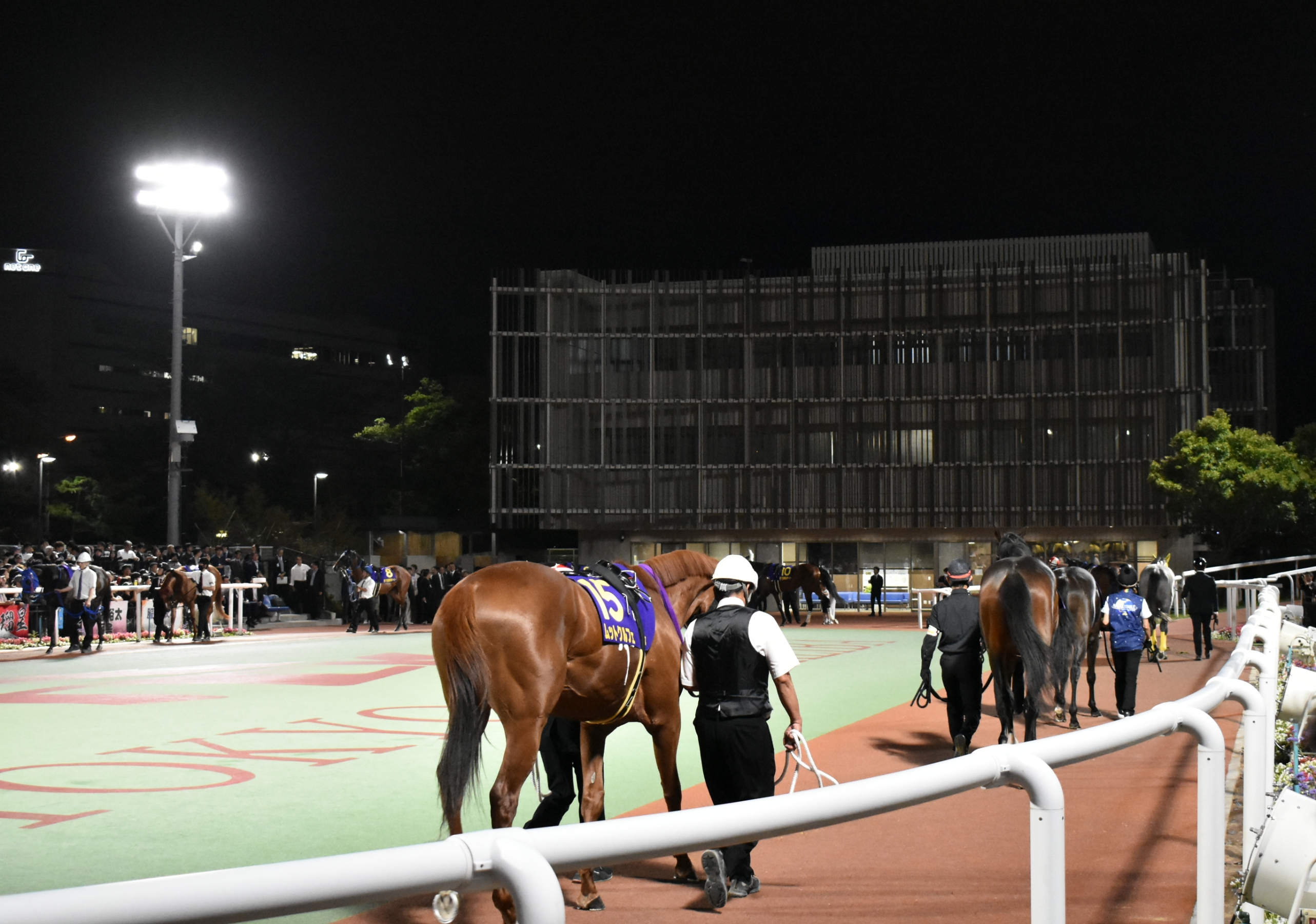
ナイター開催時の大井競馬場パドック（2024）

大井競馬場では、3月下旬から12月上旬の間トゥインクルレースとしてナイター競馬が施行されている。2010年は上記の期間に加え12月24日・25日の2日間もナイター競馬が施行された。2012年も上記期間に加え12月27日・28日に「年忘れカウントダウントゥインクル」としてナイター競馬が施行された。
2021年11月現在、ナイター期間中における最終競走発走予定時刻は20時50分で、有観客で行われるナイター競走としては全国の公営競技場の中でも川崎競馬場、船橋競馬場及び高知競馬場と並んで日本で最も遅い。うち高知競馬場は、2012年12月24日まで20時55分に設定されていて、また大井競馬場でも2002年8月から2006年3月まで同じく20時55分の設定となっていた。
また、年末開催では薄暮競走（プチ・トゥインクル）を実施している。
競馬開催時の入場料は100円。

### トゥインクルレース開催期間中の開催概要
勝馬投票券発売開始時刻 12:00 - 大井競馬場・各場外・在宅投票共通。なお重賞競走前日[開催日に限る]において、当該競走の前日発売を実施する発売場では、同時刻に前日発売を開始する。但しSPAT4等の在宅投票システムでは前日発売は行わない。
大井競馬場開門予定時刻 14:40 - 但し12レース制がとられる日など、第1競走の発走予定時刻が15:20より前になる場合は開門時刻はその40分前となる。
最終競走発走予定時刻 20:50 - 但し「地方競馬IPAT」対応に伴い20:40となる場合がある。(脚注参照)
2011年は3月28日からの予定だったが東日本大震災の影響により3月28日から4月1日までの開催は中止、4月18日から4月22日までは電力事情を踏まえて昼間開催（同時期、川崎競馬場も昼間開催、かつレース数を制限）となったため、5月9日から12月2日までの13開催・71日間となる。
また2014年には浦和競馬場との2元リレー開催を実施（浦和は基本昼間開催。大井はナイター）された。翌年以降は暫く実施されなかったが2018年に再び実施され、翌年以降も年に数回実施されるようになった（2022年現在継続中）。

## 施設

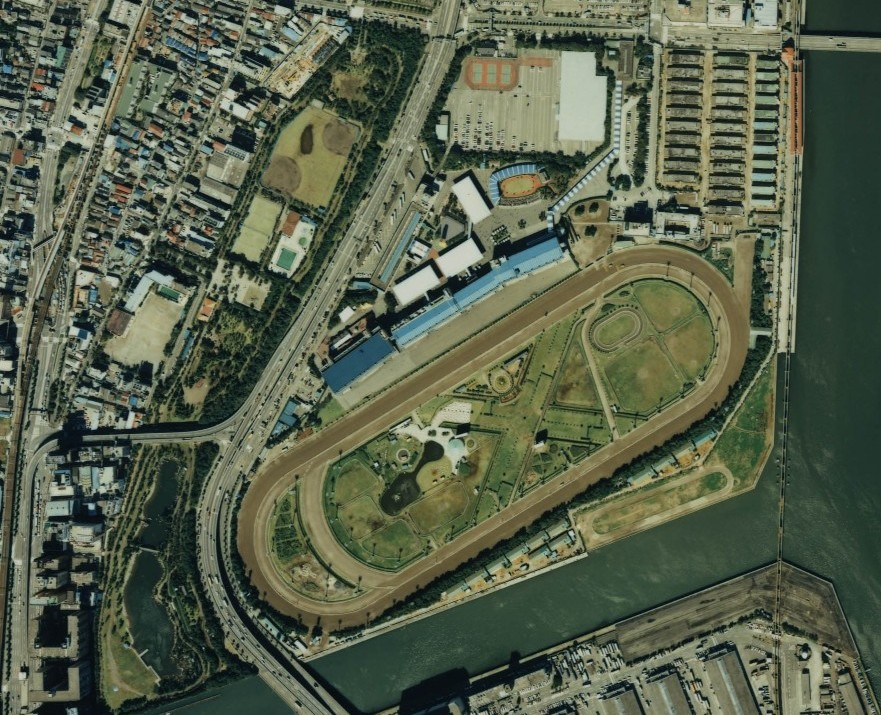
大井競馬場がある品川区勝島付近の航空写真。1989年撮影。写真中央付近の楕円形のトラックをもった施設が大井競馬場。付属の厩舎施設群も確認できる。上部の駐車場は大井オートレース場跡地。

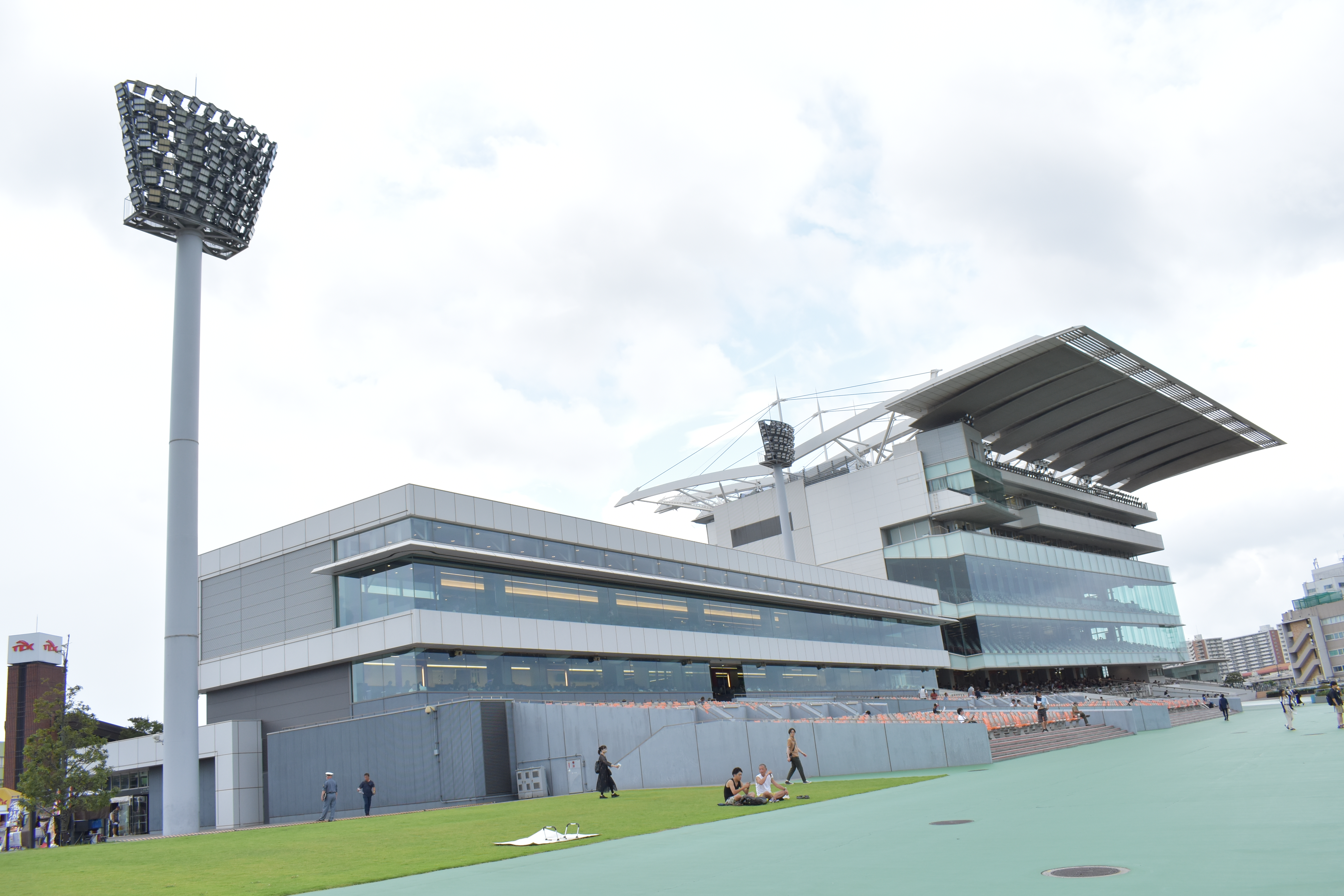
スタンド
左からG-FRONT、L-WING。

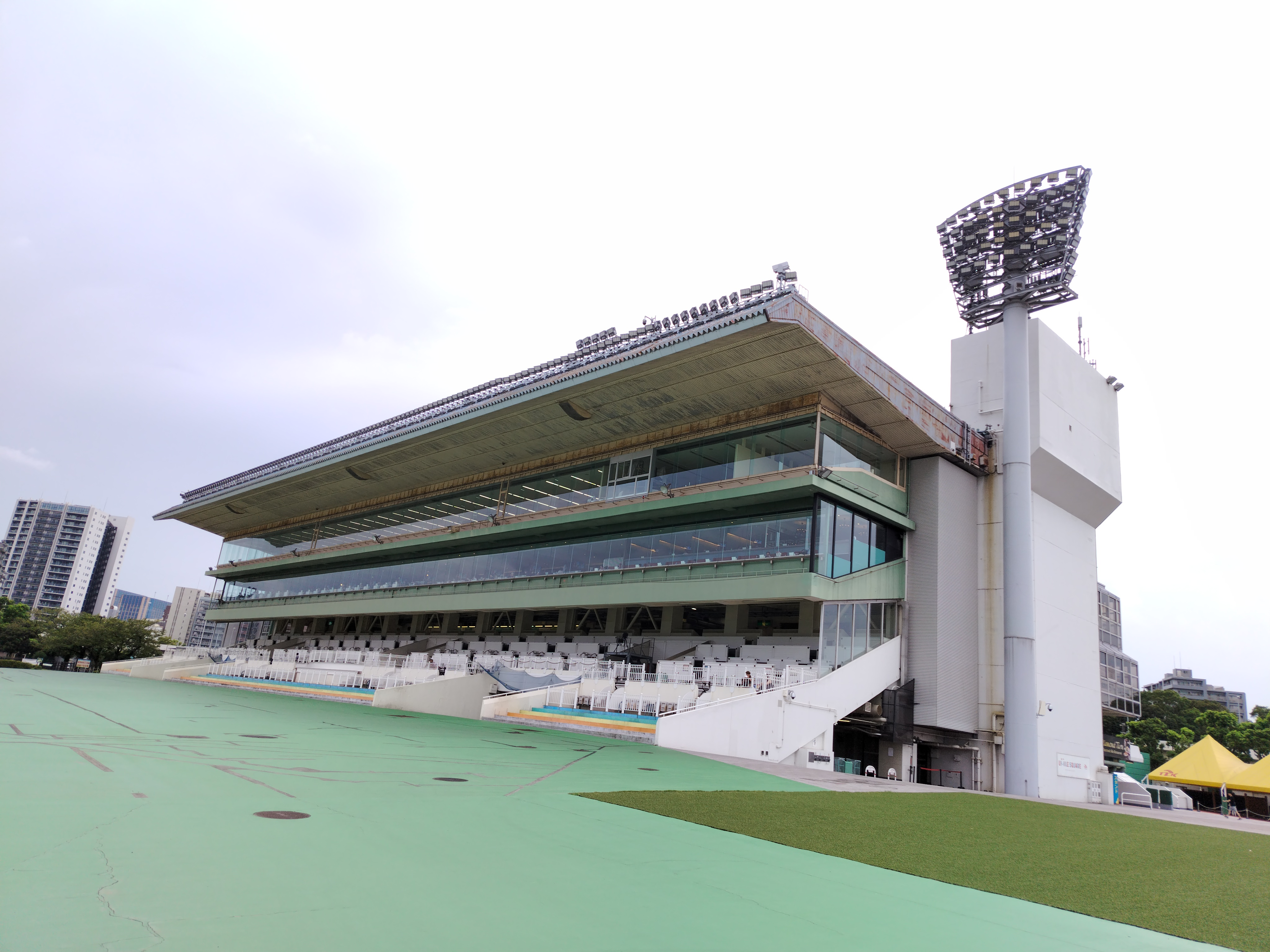
4号スタンド。

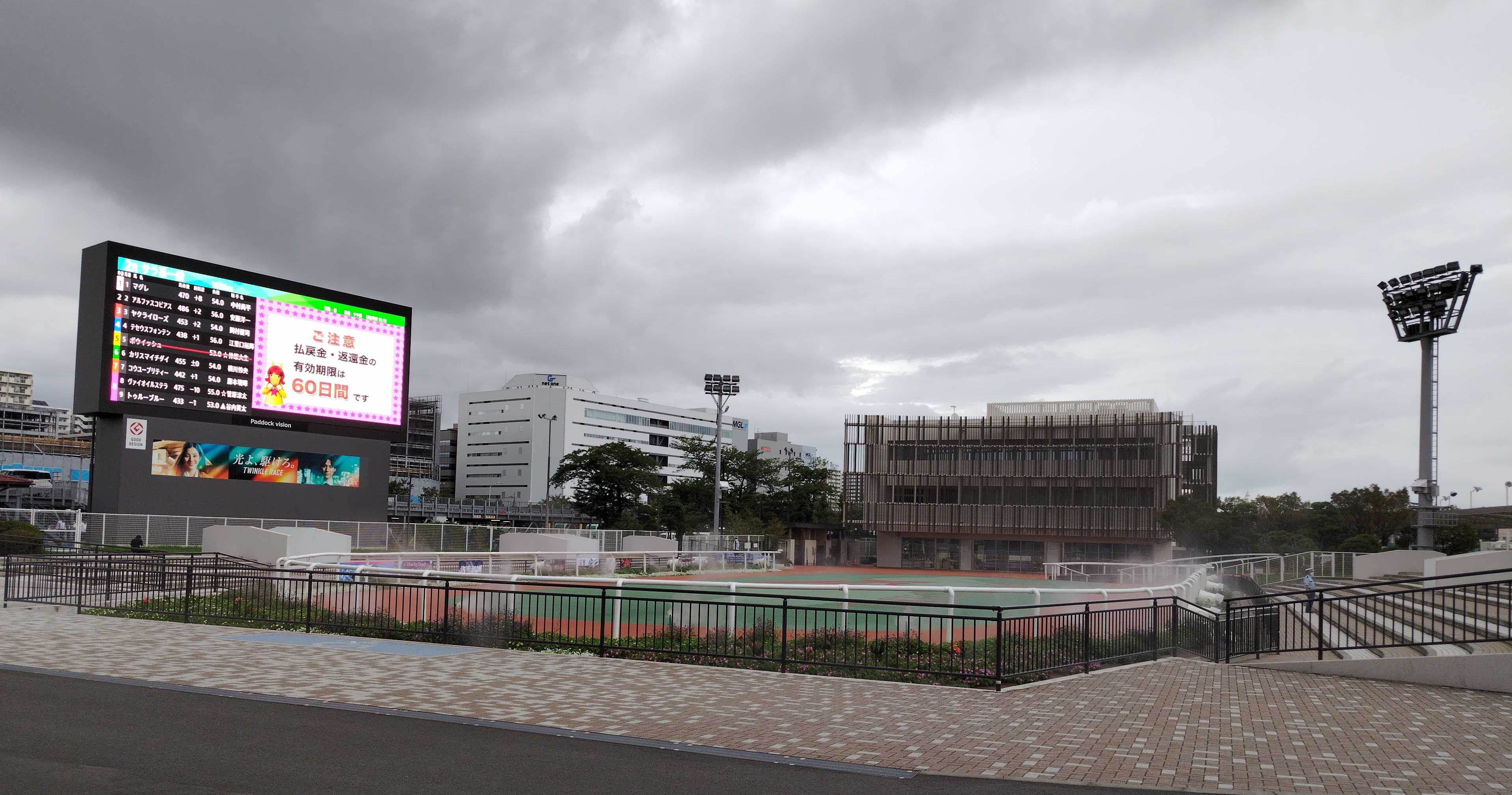
パドック。

厩舎は競馬場内と小林牧場（千葉県印西市）にある。
現在のスタンドはL-WING、G-FRONT、4号スタンドの3つからなる。
- L-WINGは、かつて存在した1号スタンド跡地に2003年12月28日にオープン。勝馬投票券自動発払機（馬券の発売と払戻が同時にできる端末）の導入なども行われている。
- G-FRONTは、かつて存在した2号スタンド跡地に2015年11月1日にオープン。旧2号スタンドは2014年7月11日の開催（最終競走で「2号スタンドファイナル賞」を実施）まで使用された。
- 3号スタンドについては老朽化のため、2015年12月31日開催を以って使用を中止し、2016年1月より解体[37]。3号スタンド跡地にはスタンドは建設せず、解体・再整備後は都市型イベントスペース「UMILE SQUARE（ウマイルスクエア）」として2016年11月26日から利用が開始され、イベントなどに利用されている[38]。
- 4号スタンド（1974年5月竣工）には、食事をとりながら競馬もみられるレストラン（ダイアモンドターン）が設置されており、ギャンブルだけではなく、アミューズメントスポットとして提供している。

会員制の「TCKカード」を発行し、来場ポイントに応じて抽選で景品がもらえるサービスも行っている（2025年3月28日をもってポイント付与、同年9月をもって交換を終了）。2015年11月からはG-FRONTの3階指定席で使用可能な「TCKプレミアムカード」のサービスを開始、あらかじめ金額をチャージしておくことで、券売機に行かずに自らの席で馬券をキャッシュレス決済ができるほか、購入金額に応じてポイントが付与される（2025年3月まではTCKカードの来場ポイントも付与されていた）。
場内での馬券の購入は、現金、前述のTCKプレミアムカードのほか、2023年12月からは公営競技では初となるPayPay（チャージしたPayPayマネーのみで、PayPayマネーライトとクレジットカード払いでは購入不可）でのキャッシュレス決済に対応している。

### 将来計画
2024年10月31日に東京都競馬は品川区と包括連携協定を締結、その中で大井競馬場の敷地内に大規模文化スポーツ施設の新設を目指すほか、東京湾臨海部の立地を生かした防災拠点としての機能強化などで協力することになった。読売新聞が報じた中では老朽化した観客席の一部を解体、用地を確保して収容人員1万人規模のアリーナ施設の建設を計画、2030年度完成を目指すとしている。また、2025年1月には、強い馬づくりの観点から場外にトレーニングセンターを建設し、現在場内コースで行っている調教の施設再整備に着手、あわせて老朽化している厩舎も場外に移転することで特別区競馬組合と合意、移転後は2035年までの長期経営ビジョンに掲げた場内再整備を推進させる事も表明している。

## コミュニケーションテーマ・CM出演者
毎年3月下旬に次年度テーマが発表され、4月より実施される。以下は各年度のコミュニケーションテーマと、その年度のテレビCM出演者。
- 2005年度：NO GUTS, NO GLORY.
- 2006年度：NO GUTS, NO GLORY. 100円の心意気
- 2007年度：今年は×（カケル）TCK
- 2008年度：知るほど!行くほど!ケイバはワンダー!
- 2009年度・2010年度：走れ、ドラマ。TCK
- 2011年度：Come On! TWINKLE RACE 25th 〜もっと輝け!東京の夜〜
- 2012年度：ジブン、発見、トゥインクル。DISCOVER★TCK／香里奈
- 2013年度：TOKYO TWINKLE／香里奈
- 2014年度：夜遊びしようぜ。／三浦春馬
- 2015年度：夜は、いい夢みませんか。／剛力彩芽・斎藤工
- 2016年度：夜があなたを輝かせる。TOKYO★TWINKLE 30th／剛力彩芽・斎藤工
- 2017年度：NEW TWINKLE.光と遊べ。／オリエンタルラジオ・ローラ
- 2018年度：トゥインクル イッテクル／川栄李奈・藤田ニコル・吉谷彩子
- 2019年度：夜遊び方改革 TOKYO CITY KEIBA／大谷亮平・賀来賢人・中村倫也
- 2020年度：夜遊び方改革2020 夜ケイバがあるじゃないか。／中村倫也・新田真剣佑
- 2021年度：誇りにまみれよ、オトナたち。／菜々緒・志尊淳
- 2022年度：突き抜けろ。人生は、予想以上だ。／菜々緒・志尊淳
- 2023年度：光よ、駆けろ。TWINKLE RACE／新木優子・福士蒼汰
- 2024年度：平日に、三冠を。Dirt Dream TCK／高橋一生・中村アン・高橋文哉[46]
- 2025年度：DIRT IS TCK. 運命のダート競馬／池田エライザ[47]

## 主な競走
以下は2024年度施行の重賞。

### 国際競走
- 東京大賞典 （GI）

### ダートグレード競走
- 羽田盃 （JpnI）
- 東京ダービー （JpnI）
- 帝王賞 （JpnI）
- ジャパンダートクラシック （JpnI）※2023年までの名称はジャパンダートダービー
- 東京盃 （JpnII）

- 京浜盃 （JpnII）
- レディスプレリュード （JpnII）

GRANDAME-JAPAN（古馬シーズン）対象競走
- 雲取賞（JpnIII）
- 東京スプリント （JpnIII）

- 2001年・2003年・2004年・2007年・2011年・2015年・2017年・2020年・2023年にはジャパンブリーディングファームズカップ（JBC）を開催している。

### 重賞競走
- 東京プリンセス賞 （SI）

GRANDAME-JAPAN（3歳シーズン）対象競走
- 大井記念（SI（2018年から））
- ハイセイコー記念 （SI（2020年から））

未来優駿指定競走
- 東京2歳優駿牝馬 （SI）

- 優駿スプリント （SII）
- 東京記念（SII（2018年にSIに昇格したが2024年より再びSIIに降格となる））
- マイルグランプリ （SII）
- 勝島王冠 （SII）
- 金盃 （SII）

- ブリリアントカップ（SIII）
- サンタアニタトロフィー （SIII）
- 黒潮盃（SIII（2024年よりSIIから降格））
- アフター5スター賞 （SIII）
- ゴールドジュニア （SIII（2020年に準重賞の「ゴールドジュニアー」がSIIIに昇格すると同時に名称を変更））

未来優駿指定競走
- ジェムストーン賞 （SIII（2020年に「ゴールドジュニア」の重賞昇格に合わせて準重賞として新設、2024年にSIII昇格[48]））
- 東京シンデレラマイル （SIII）
- フジノウェーブ記念 （SIII）

過去に行われた重賞
- TCK女王盃

2023年を最後に廃止された。2024年より園田競馬場での開催に移行されるとともに、名称も兵庫女王盃に変更
- スーパーチャンピオンシップ

2001年を最後に廃止された。1996年に指定交流競走「スーパーダートダービー」として創設したが、1999年にジャパンダートダービーの創設に伴い、「スーパーチャンピオンシップ」として南関東重賞競走となった。
- 東京王冠賞

2001年を最後に休止された。南関東3歳三冠競走の一つであり、1996年までは施行距離が2600ｍとなっていた。
- グランドチャンピオン2000

2000年を最後に廃止された。翌年からジャパンブリーディングファームズカップ（JBC）が創設され、第1回JBCクラシックは大井競馬場で実施された。

### 準重賞
競走名の後に付く重賞名は、その準重賞がトライアル競走として指定されている。なお、準重賞の正式名称は、全て「'○○（西暦の下二桁）△△△△（レース名）」となる。
- 桃花賞（3歳牝馬限定オープン）（ユングフラウ賞・桜花賞[注 7]）
- ウインタースプリント（古馬オープン）（フジノウェーブ記念）
- ネモフィラ賞（古馬牝馬オープン（2021年に新設））
- メトロポリタン○○カップ（中央・地方交流）[注 8]
- スターバーストカップ（3歳限定オープン）（羽田盃 ）2024年より
- セラフィナイト賞（2歳限定オープン）

過去に行われた準重賞
- アデレードシティカップ（牝馬限定）

牝馬限定重賞「トゥインクルレディー賞」のトライアルとして施行されていたが、JBCレディスクラシック創設に伴いTCKディスタフ（現・レディスプレリュード）に代替、廃止された。
- スターライトカップ

サンタアニタトロフィーのトライアルとして施行されていたが、サンタアニタトロフィートライアルの新設に伴い2017年を最後に廃止された。
- シーサイドカップ

アフター5スター賞のトライアルとして施行されていたが、アフター5スター賞トライアルの新設に伴い2017年を最後に廃止された。
- ムーンライトカップ（オープン）

マイルグランプリのトライアルとして施行されていたが、マイルグランプリトライアルの新設に伴い2017年を最後に廃止された。
- インタラクションカップ（日韓交流競走）

2016年を最後に廃止された。

### その他特別競走
- クラシックチャレンジ

毎年4月下旬に施行される「羽田盃」の指定競走で、1800mのオープン特別。優勝馬には羽田盃への選定馬として優先順位が需要される（2023年まではクラシックトライアル）。
- 東京ダービーチャレンジ

毎年6月に施行される「東京ダービー」への指定競走で、2000mの3歳オープン特別。優勝馬には東京ダービーへの選定馬として優先順位が需要される（2023年までは東京ダービートライアル）。
- 優駿スプリントトライアル

毎年6月の帝王賞前日に施行される「優駿スプリント」のトライアル競走で、1200mの3歳オープン特別。
- マイルグランプリトライアル

毎年11月（2020年から2022年までは7月〜8月）に施行される「マイルグランプリ」のトライアル競走（2020年から2022年までは6月）で、1600mの3歳以上オープン特別。
- サンタアニタトロフィートライアル

毎年7月〜8月（2020年から2022年までは11月）に施行される「サンタアニタトロフィー」のトライアル競走（2020年から2022年までは9月〜10月）で、1600mの3歳以上オープン特別。2018年に新設された。
- アフター5スター賞トライアル

毎年夏の終わりに施行される「アフター5スター賞」のトライアル競走で、1200mの3歳以上A2・B1選抜特別。2019年に新設された。
- 東京記念トライアル

毎年9月に施行される「東京記念」のトライアル競走で、2400mの3歳以上オープン特別。2018年に新設された。
- シンデレラマイルトライアル

毎年12月30日に施行される「東京シンデレラマイル」のトライアル競走で、1600mの3歳以上・牝馬限定のオープン特別。2018年に新設された。
- 金盃トライアル

毎年冬に施行される「金盃」のトライアル競走で、2600mの3歳以上オープン特別。2018年に新設された。
- ブリリアントカップトライアル

毎年4月に施行される「ブリリアントカップ」のトライアル競走で、1800mの4歳以上A2以下特別。2019年に新設された。
- おおとり賞

正式名称は「ありがとう!○○○○ おおとり賞」として、○の中に西暦が入る。2009年から大晦日の最終競走として施行される。毎年のように施行条件が変わるが、オープン特別の場合には「おおとりオープン」として行われる。

### 騎手招待競走
- ヤングジョッキーズシリーズ（2017年 - 2019年・2021年はファイナルラウンド、2020年・2022年はトライアルラウンドを開催）[50]

## 所属騎手

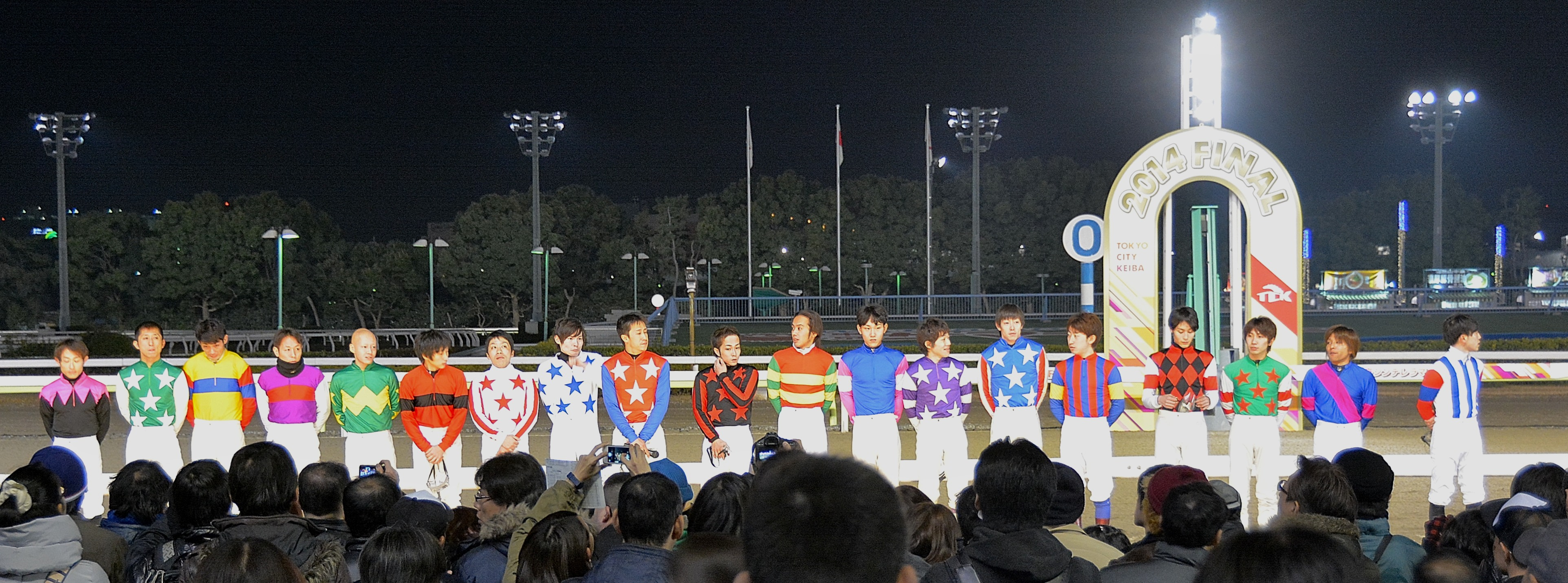
2014年12月30日に所属騎手一同より、感謝を表す2014年締め括りの挨拶が行われているところ

- 安藤洋一 父は安藤光彰、叔父は安藤勝己、義理の兄はJRA騎手の太宰啓介。
- 石川駿介
- 江里口裕輝
- 遠藤健太
- 大木天翔
- 木澤奨
- 笹川翼
- 菅原涼太
- 瀬川将輝
- 高野誠毅
- 高橋昭平
- 高橋優
- 鷹見陸 父は元騎手、現調教師の鷹見浩

- 達城龍次
- 田中洸多
- 谷内貫太
- 千田洋
- 仲原大生
- 中村尚平
- 西啓太
- 東原悠善
- 藤田凌
- 藤本現暉（2016年9月まで門別競馬場で期間限定で騎乗していた）
- 本村直樹
- 松崎正泰

- 御神本訓史 - 益田競馬場より移籍（2015年6月から2017年3月まで厩務員）
- 矢野貴之 - 高崎競馬場より移籍
- 山崎良
- 横川怜央
- 吉井章（吉井竜一の子息、2018年デビュー）
- 和田譲治

かつて所属していた主な騎手
- 内田博幸 - 2008年3月にJRAへ移籍
- 上田健人
- アラン・ムンロ - 2010年9月-12月、2011年9月-12月まで期間限定騎乗。
- ライアン・クアトロ - 2017年9月6日-12月5日、2023年7月31日-10月30日、2024年10月14日-12月6日まで期間限定騎乗。
- 早見多加志 - 2012年10月16日引退
- 戸崎圭太 - 2013年3月にJRAへ移籍
- 的場文男 - 2025年3月31日引退
- 三村展久 - 2013年12月13日引退後、厩務員を経て2015年3月31日付で佐賀競馬で復帰、2018年現在は高知所属だが、同年7月31日付で騎手を引退した
- 小平健二 - 2014年7月13日引退
- ダリル・ホランド - 2015年1月19日‐2月27日まで期間限定騎乗
- 高野毅 - 調教師免許取得のため2016年3月で引退
- 鷹見浩 - 調教師免許取得のため2006年3月で引退。実子の鷹見陸は大井競馬場の騎手。
- 吉井竜一 - 調教師免許取得のため2018年3月引退。実子の吉井章は大井競馬場の騎手。
- 赤嶺亮 - 調教師免許取得のため2019年3月引退
- 坂井英光 - 調教師免許取得のため2019年11月引退。実子の坂井瑠星はJRA所属の騎手。
- 楢崎功祐 - 2020年12月31日引退、現在は浦和競馬で厩務員を経て、調教師補佐
- 小林拓未 - 2021年3月12日引退
- 有年淳 - 2021年3月26日引退
- 早田功駿 - 2022年5月31日引退
- 早田秀治 - 2022年3月31日引退
- 柏木健宏 - 2023年3月31日引退
- 真島大輔 - 調教師免許取得のため2023年3月31日引退
- 後藤蒼二朗 ‐ 2023年10月27日引退

## レコードタイム
サラ系の競走のみ記載。距離欄の「内」は内回り、「左」は左回り。
参考資料：TCK公式サイト内「TCK Record」
| 距離    | タイム | 競走馬             | 性別 | 斤量 | 騎手       | 記録年月日                               |
| ------- | ------ | ------------------ | ---- | ---- | ---------- | ---------------------------------------- |
| 1000m   | 0:57.7 | ノアヴィグラス     | 牝5  | 51kg | 藤本現暉   | 2023年6月29日                            |
| 1200m   | 1:10.0 | ドンフランキー     | 牡4  | 56kg | 池添謙一   | 2023年10月4日 第57回東京盃               |
| 1400m   | 1:23.8 | アガリスピード     | 牡3  | 53kg | 赤間清松   | 1977年8月30日                            |
| 内1500m | 1:31.5 | キクマツオー       | 牝4  | 53kg | 佐々木竹見 | 1980年6月14日                            |
| 内1600m | 1:37.2 | アジュディミツオー | 牡5  | 57kg | 内田博幸   | 2006年4月12日 第12回マイルグランプリ     |
| 左1650m | 1:42.3 | ロンコーネ         | 牡5  | 57kg | 笹川翼     | 2023年9月22日                            |
| 1700m   | 1:43.2 | ムツヒカリ         | 牡5  | 52kg | 赤嶺本浩   | 1977年7月12日                            |
| 1800m   | 1:49.6 | ミラクルレジェンド | 牝4  | 55kg | 岩田康誠   | 2011年11月3日 第1回JBCレディスクラシック |
| 2000m   | 2:00.4 | スマートファルコン | 牡5  | 57kg | 武豊       | 2010年12月29日 第56回東京大賞典          |
| 2400m   | 2:29.7 | グツドボーイ       | 牡3  | 57kg | 高橋三郎   | 1977年11月4日 第14回東京王冠賞           |
| 2600m   | 2:42.8 | アグネスチカラ     | 牡5  | 54kg | 高柳恒男   | 1977年5月27日 第22回大井記念             |

## ハイセイコー像と名馬レリーフ
1970年代のアイドルホースハイセイコーのデビュー地であり、大井競馬では6戦6勝（重賞・青雲賞も含む）。死去後に青雲賞はハイセイコー記念と改称し、あわせて馬像が作成され、大井競馬場の場内に設置されている（他に中山競馬場、新冠町）。
またハイセイコー以外の大井競馬場に所属し、活躍した名馬を称えて、以下の14頭14枚のレリーフが大井競馬場内のレストラン「STAR LIGHT」に飾られている（2023年1月6日現在）。
- ダイゴホマレ
- オンスロート
- ヒカルタカイ
- ゴールデンリボー
- ハツシバオー
- アズマキング
- スズユウ
- サンオーイ
- テツノカチドキ
- ハナキオー
- イナリワン
- チャンピオンスター
- コンサートボーイ
- オリオンザサンクス

## 主な企画
- 2006年に企画された「TCK夢プロジェクト」は、ファンに1頭の競走馬（大井競馬場を所有する東京都競馬株式会社の持ち馬）の命名権利と、優勝時の口取りの記念写真に写れる権利を与えるというものであった[51]。馬名は「トゥインクルバード」に決まった[52]が、「トゥインクル」は大井競馬場のナイター競走の名前であるトゥインクルレースに由来し、「バード」は父親のマリエンバードに由来すると同時に、大井競馬場から世界へ羽ばたいて欲しいという夢を託したものである。馬は大井の矢作和人厩舎に所属し、2006年10月20日の大井競馬新馬戦でデビューし勝利[53]。1年以上の長期休養に入るまでは近況が大井競馬場のウェブサイトで随時報告されていた。最終的には10戦2勝の成績を残した。
- 2007年、イナリワンの里帰りが8月18日に予定されていたが、その日に出走を予定していた競走馬の一部から馬インフルエンザの疑いがもたれた可能性があったため、公正な競馬開催が確保できないとして競馬の開催は中止、馬事イベントも完全中止となった[54]。その後ファン有志がイベントの開催を熱望したため、12月28日に改めて行われた。
- 2018年よりイルミネーションイベント｡｢TOKYO MEGA ILLUMINATION(東京メガイルミ)｣[55]が毎年開催されている｡秋～翌年の春の期間で開催される｡LEDなどによるイルミネーションの他に噴水やレーザーなどの特殊効果を使った演出も行われる｡アニメやゲームなどのメディアミックスとのコラボレーションが開催されることもある｡
- 2022年4月開催から2023年3月31日開催まで、「ファイナルレース 勝利ジョッキー 2択予想キャンペーン」という企画を実施している[56]。これは大井競馬場開催日に、TCK公式のTwitterにおいて最終12Rの勝利騎手の所属を当てるもので、大井所属の場合はリツイート、それ以外の所属の場合はいいねを押して参加するものである。左回り1650m限定競走の「Make new way～」を含む大井競馬場開催期間中の毎日行われ、特設サイトでレースの結果も掲載されている[注 10]。また同時に「TCK重賞勝利ジョッキーを当てろ!キャンペーン」も実施しており、こちらは該当期間中に実施される大井競馬場の重賞レースの勝利騎手を当てるもので、帝王賞・東京大賞典などといった交流ダート重賞や大井競馬場の重賞であるブリリアントカップ・東京シンデレラマイルなどを含む対象レース[注 11]のキャンペーンツイート投稿後からレース発走5分前まで受け付ける。上記の「ファイナルレース 勝利ジョッキー 2択予想キャンペーン」と同様、レースの結果は特設サイトに記載されている。

## TCK大賞
前年の大井競馬場で優秀な成績をおさめた人馬や、大井競馬場の発展に功績のあった人馬等を年1回顕彰している。2014年創設。
過去の受賞者はTCK大賞の項目を参照

## 放送体制
テレビ中継は地上波およびCSテレビ、インターネット配信にて行われている。
地上波では1960年代から1985年頃までは日本教育テレビ→テレビ朝日、1985年頃から1995年頃までは千葉テレビとTVKテレビの共同制作でそれぞれ中継を行っていたが、いずれも終了しており、1995年11月6日以降現在まではTOKYO MXが行っている。
2008年以降はTOKYO MXの番組編成が変更となり、アナログ放送および地上デジタル放送メインチャンネル(TOKYO MX 1)での放送が打ち切られ、地上デジタル放送サブ(TOKYO MX 2)、ワンセグのみでの放送となった。後にメインチャンネル(TOKYO MX 1)に復帰。また、2015年7月から2024年6月まではTOKYO MXが提供する同時配信アプリ「エムキャス」でもライブ配信されていた。

東京大賞典は2018年まで日本BS放送（BS11）にて中継を行っていたが、2019年以降はフジテレビに放映権が移動し、同局並び東名阪札のフジテレビ系列局（東海テレビ・関西テレビ・北海道文化放送）とBSフジにて同時中継を行っている。

なお、BS11は帝王賞と3歳ダート三冠競走(羽田盃・東京ダービー・ジャパンダートクラシック)の中継も行っているが、該当競走はナイター開催であることから、引き続き同局にて中継を行っている。

また、スカパー!の南関東地方競馬チャンネル (Ch.120、Ch.678) では全レースを放送している（Ch.120は標準画質からHD放送への移行にともない、2014年5月31日をもって放送終了）。

2012年4月からはダートグレード競走、同年10月以降は、ほとんどの重賞競走についてはグリーンチャンネルでも放送されている。
定額制動画配信サービスのDAZNでも、2020年11月3日開催のジャパンブリーディングファームズカップから重賞競走を含む一部のレース中継をライブ配信されていたが、2022年12月31日をもって終了している。

## 競馬場内での場外発売施設

### J-PLACE大井
2013年4月7日よりL-WINGにおいて、日本中央競馬会からの委託により「J−PLACE大井」としてJRAの馬券を発売する。ただし発売は大井本場開催日の日曜祝日、並びに有馬記念・ホープフルステークスの開催日（この2競走実施日は大井本場開催の有無にかかわらず発売）で12:00頃以降のレースのみとなる。2024年9月8日からJRAの馬券発売レースを全レースに拡大する。なお、開門までは外向発売所でのみ発売する。
払戻は大井のほか全国のJ−PLACE施設・offt後楽園・offt汐留（offt後楽園・汐留は、南関東4競馬場での場外発売実施日に払い戻し可能）で可能。

## 発売する馬券の種類
大井競馬場では馬券を9種類発売しており、これは中央・地方通じて最も多い。
○…発売 ×…発売なし
|               | 単勝               | 複勝               | 枠番連複           | 枠番連単           | 普通馬複           | 馬番連単           | ワイド             | 3連複              | 3連単              |
| ------------- | ------------------ | ------------------ | ------------------ | ------------------ | ------------------ | ------------------ | ------------------ | ------------------ | ------------------ |
| 大井競馬場    | ○                  | ○                  | ○                  | ○                  | ○                  | ○                  | ○                  | ○                  | ○                  |
| 払戻率        | 80%                | 80%                | 75%                | 75%                | 75%                | 75%                | 75%                | 72.5%              | 72.5%              |
| J−PLACE       | ○                  | ○                  | ○                  | ×                  | ○                  | ○                  | ○                  | ○                  | ○                  |
| ふるさと/offt | 本場発売の種類全て | 本場発売の種類全て | 本場発売の種類全て | 本場発売の種類全て | 本場発売の種類全て | 本場発売の種類全て | 本場発売の種類全て | 本場発売の種類全て | 本場発売の種類全て |

- 2014年12月29日から31日の開催では最終レースに限り、馬番連複の払戻率を77.7%に変更した[66]。

- 「ワイド」（拡大馬番号二連勝複式）という名称は、大井競馬場とJRAとの共同で公募され、決定したものである。

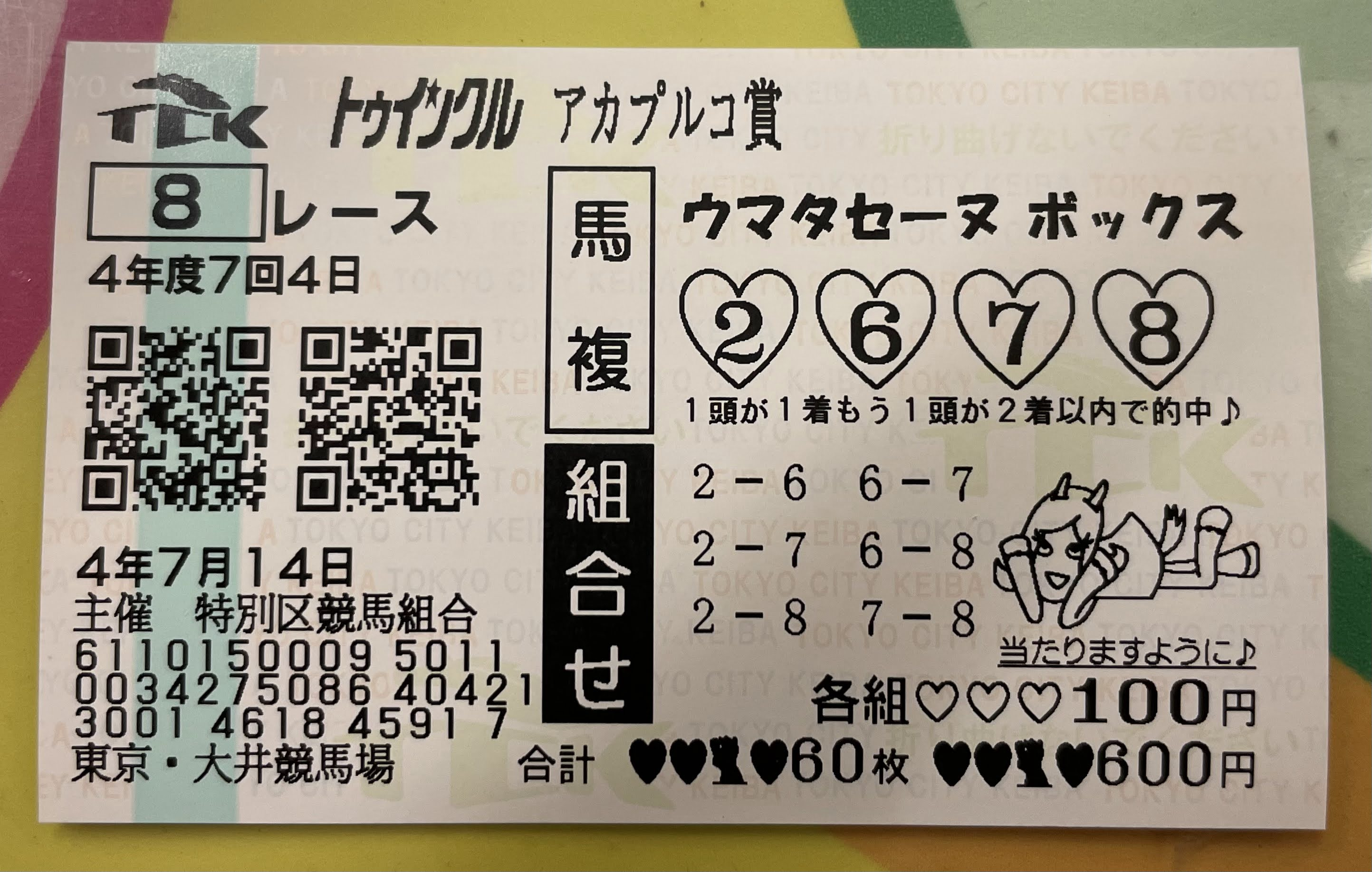
大井競馬場限定で発売されているウマタセーヌ馬券

## 場外発売所
各地で場外発売を行っており、地方競馬としては幅広く展開している。
特に記述のない発売所では、大井競馬場の他、浦和競馬場・川崎競馬場・船橋競馬場の場外発売も行っている。
詳細は場外勝馬投票券発売所#地方競馬の場外勝馬投票券発売所や、「南関東4競馬場共同サイト」内の場外発売案内ページを参照。

### 東京地区
- offt後楽園（東京都文京区）
  - 羽田盃・東京ダービー・帝王賞・ジャパンダートクラシック・JBC・年末の東京大賞典・東京シンデレラマイルおよび東京2歳優駿牝馬の施行日当日は、隣接するJRAウインズ後楽園C館（38窓）でも発売する。払戻についてはウインズ後楽園（施行日当日のみ）南関東4競馬場と南関東場外（各offt・新潟地区も含む）で可能。
- offt汐留（東京都港区）
  - ウインズ汐留の7階に併設。JRAが管理する8階有料フロアも開放される場合がある。
  - 大井競馬のみ発売し、浦和・川崎・船橋の場外発売は行わない。
- offt京王閣（東京都調布市）- 2014年3月30日開設
  - 会員制。京王閣競輪場のバックスタンド3階に併設。

### 関東地区
- 浦和競馬場（非開催日に場外発売）1993年1月、相互場外発売開始
- 船橋競馬場（非開催日に場外発売）1995年10月、相互場外発売開始
- 川崎競馬場（非開催日に場外発売）1998年9月、相互場外発売開始
- offtひたちなか（茨城県ひたちなか市）
- offt伊勢崎（群馬県伊勢崎市、伊勢崎オートレース場内）2013年4月22日開設[67]
- BAOO高崎（群馬県高崎市、旧高崎競馬場）

### 北海道・東北地区
- ホッカイドウ競馬（発売箇所などの詳細は当該記事を参照）
- ばんえい競馬（発売箇所などの詳細は当該記事を参照）
- ニュートラックかみのやま（山形県上山市、旧上山競馬場）
  - ニュートラック松山（山形県酒田市、旧上山競馬の場外発売所）
  - ニュートラック福島（福島県福島市）- 2014年4月20日開設
    - サテライト福島の3階に併設。
- offt大郷（宮城県黒川郡大郷町）

### 新潟地区
いずれも廃止された旧新潟県競馬から引き継いだ施設。
- offt新潟（新潟県新潟市北区）
  - 新潟県競馬の「新潟場外発売所」として使用していた施設を東京都競馬が買収。その後、全面リニューアルを行った。2025年12月31日をもって勝馬投票券の発売を終了し、2026年3月2日をもって払戻し業務も終了する予定[68]。
- オープス中郷（新潟県上越市中郷区）

### 中部地区
- 名古屋競馬（発売箇所などの詳細は当該記事を参照）

### 中国・四国地区
- パルス藍住（徳島県板野郡藍住町）
  - 高知競馬場との共同施設。浦和・川崎・船橋は発売しない日もある。

### 廃止
- ニュートラックいいたて（旧上山競馬の場外発売所）
- オープス磐梯（福島県耶麻郡磐梯町）
- 三条場外発売所（新潟県三条市、旧三条競馬場）
- ふるさとコーナー
  - 正門2階に設置されていた「ふるさとコーナー」では、ばんえい競馬（帯広競馬場）・ホッカイドウ競馬（門別競馬場）・名古屋競馬（名古屋競馬場）の場外発売を行っていた。ふるさとコーナーは新型コロナウイルスの影響で営業休止が続いていたが、2023年9月30日をもって営業を終了した[69]。
- 益田場外発売所（島根県益田市、旧益田競馬場）※2024年1月26日をもって勝馬投票券の発売を終了し、同年3月26日の払戻業務終了をもって閉鎖[70]。
- offt大井
  - 大井以外で南関東の地方競馬が施行される日の場外発売を「offt大井（オフト・おおい）」として、2015年11月9日から2019年9月まで「GーFRONT」、同年10月から2020年2月までは4号スタンドで運用していた。また他場場外発売実施日などを中心にトークショーなどのイベントも行っていた[71]。

## 開催実績
近年の開催実績は以下のとおりである。
| 年度               | 日数 | 増減 | 入場人員  | 入場人員 | 入場人員 | 入場人員 | 総売得金        | 総売得金 | 総売得金      | 総売得金 | 備考                    |
| 年度               | 日数 | 増減 | 入場人員  | 前年比   | 1日平均  | 前年比   | 総売得金        | 前年比   | 1日平均       | 前年比   | 備考                    |
| ------------------ | ---- | ---- | --------- | -------- | -------- | -------- | --------------- | -------- | ------------- | -------- | ----------------------- |
| 1980年（昭和55年） | 117  |      | 2,599,468 |          | 22,218   | 97.8%    | 107,473,234,700 |          | 918,574,700   | 101.7%   |                         |
| 1985年（昭和60年） | 115  |      | 1,578,203 |          | 13,724   |          | 80,618,177,500  |          | 701,027,630   |          |                         |
| 1991年（平成03年） | 117  |      | 3,107,383 |          | 26,559   |          | 193,753,101,900 |          | 1,656,009,420 |          |                         |
| 2003年（平成15年） | 117  |      | 1,379,921 |          | 11,794   |          | 119,681,661,500 |          | 1,022,920,180 | 96.7%    | JBC開催年度             |
| 2004年（平成16年） | 116  | −1   | 1,228,401 | 89.0%    | 10,590   | 89.8%    | 109,090,984,700 | 91.2%    | 940,439,520   | 91.9%    | JBC開催年度             |
| 2005年（平成17年） | 109  | −7   | 1,026,916 | 83.6%    | 9,421    | 89.0%    | 106,597,313,500 | 97.7%    | 977,957,000   | 104.0%   |                         |
| 2006年（平成18年） | 109  | 0    | 953,334   | 92.8%    | 8,746    | 92.8%    | 105,868,166,800 | 99.3%    | 971,267,590   | 99.3%    |                         |
| 2007年（平成19年） | 105  | −4   | 927,370   | 97.3%    | 8,832    | 101.0%   | 110,309,702,600 | 104.2%   | 1,050,568,600 | 108.2%   | JBC開催年度             |
| 2008年（平成20年） | 107  | 2    | 892,462   | 96.2%    | 8,341    | 94.4%    | 106,765,066,600 | 96.8%    | 997,804,360   | 95.0%    |                         |
| 2009年（平成21年） | 103  | −4   | 874,628   | 98.0%    | 8,492    | 101.8%   | 101,319,181,200 | 94.9%    | 983,681,370   | 98.6%    |                         |
| 2010年（平成22年） | 99   | −4   | 725,294   | 82.9%    | 7,326    | 86.3%    | 91,920,114,000  | 90.7%    | 928,486,000   | 94.4%    |                         |
| 2011年（平成23年） | 102  | 3    | 717,798   | 99.0%    | 7,037    | 96.1%    | 95,106,423,000  | 103.5%   | 932,415,900   | 100.4%   | JBC開催年度             |
| 2012年（平成24年） | 103  | −1   | 623,427   | 86.9%    | 6,053    | 86.0%    | 93,084,827,100  | 97.9%    | 903,736,190   | 96.9%    |                         |
| 2013年（平成25年） | 104  | 1    | 646,717   | 103.7%   | 6,218    | 102.7%   | 97,617,589,700  | 104.9%   | 938,630,670   | 103.9%   |                         |
| 2014年（平成26年） | 103  | −1   | 604,991   | 93.5%    | 5,874    | 94.5%    | 100,127,047,860 | 102.6%   | 972,107,260   | 103.6%   |                         |
| 2015年（平成27年） | 98   | −5   | 621,789   | 102.8%   | 6,345    | 108.0%   | 111,172,812,080 | 111.0%   | 1,134,416,400 | 116.7%   | JBC開催年度             |
| 2016年（平成28年） | 97   | −1   | 573,308   | 92.2%    | 5,910    | 93.2%    | 115,907,917,950 | 104.3%   | 1,194,927,000 | 104.4%   |                         |
| 2017年（平成29年） | 97   | 0    | 621,957   | 108.5%   | 6,412    | 108.5%   | 126,642,479,360 | 109.3%   | 1,305,592,570 | 109.3%   | JBC開催年度             |
| 2018年（平成30年） | 99   | 2    | 612,141   | 98.4%    | 6,183    | 96.4%    | 134,990,933,050 | 106.6%   | 1,363,544,780 | 104.4%   |                         |
| 2019年（令和元年） | 96   | −3   | 599,355   | 97.9%    | 6,243    | 101.0%   | 146,793,605,910 | 108.7%   | 1,529,100,060 | 112.1%   |                         |
| 2020年（令和02年） | 99   | 3    | 17,848    | 3.0%     | 180      | 2.9%     | 172,856,257,370 | 117.8%   | 1,746,022,800 | 114.2%   | JBC開催年度             |
| 2021年（令和03年） | 97   | −2   | 57,402    | 321.6%   | 592      | 328.2%   | 182,864,711,820 | 105.8%   | 1,885,203,210 | 108.0%   |                         |
| 2022年（令和04年） | 97   | 0    | 293,191   | 510.8%   | 3,023    | 510.8%   | 195,457,236,170 | 106.9%   | 2,015,023,050 | 106.9%   |                         |
| 2023年（令和05年） | 99   | 2    | 449,021   | 153.1%   | 4,536    | 150.1%   | 207,078,964,150 | 105.9%   | 2,091,706,710 | 103.8%   | JBC開催年度             |
| 2024年（令和06年） | 99   | 0    | 466,522   | 103.9%   | 4,712    | 103.9%   | 203,765,510,770 | 98.4%    | 2,058,237,480 | 98.4%    | 3歳ダート三冠競走初年度 |

地方競馬では最も入場人員が多く、最も売得金額が高い競馬場である。売得金額は2010年度に1000億円を下回ったが、2014年度に再度1000億円を上回った。その後は増加傾向が続き、2022年度売得金額は過去最高額の1954億5723万6170円を記録。それまでの最高額だった1991年度の1937億5310万1900円を上回り、31年ぶりに過去最高額を更新した。2023年度も売得金額が増加し、2000億円を初めて上回った。

## アクセス

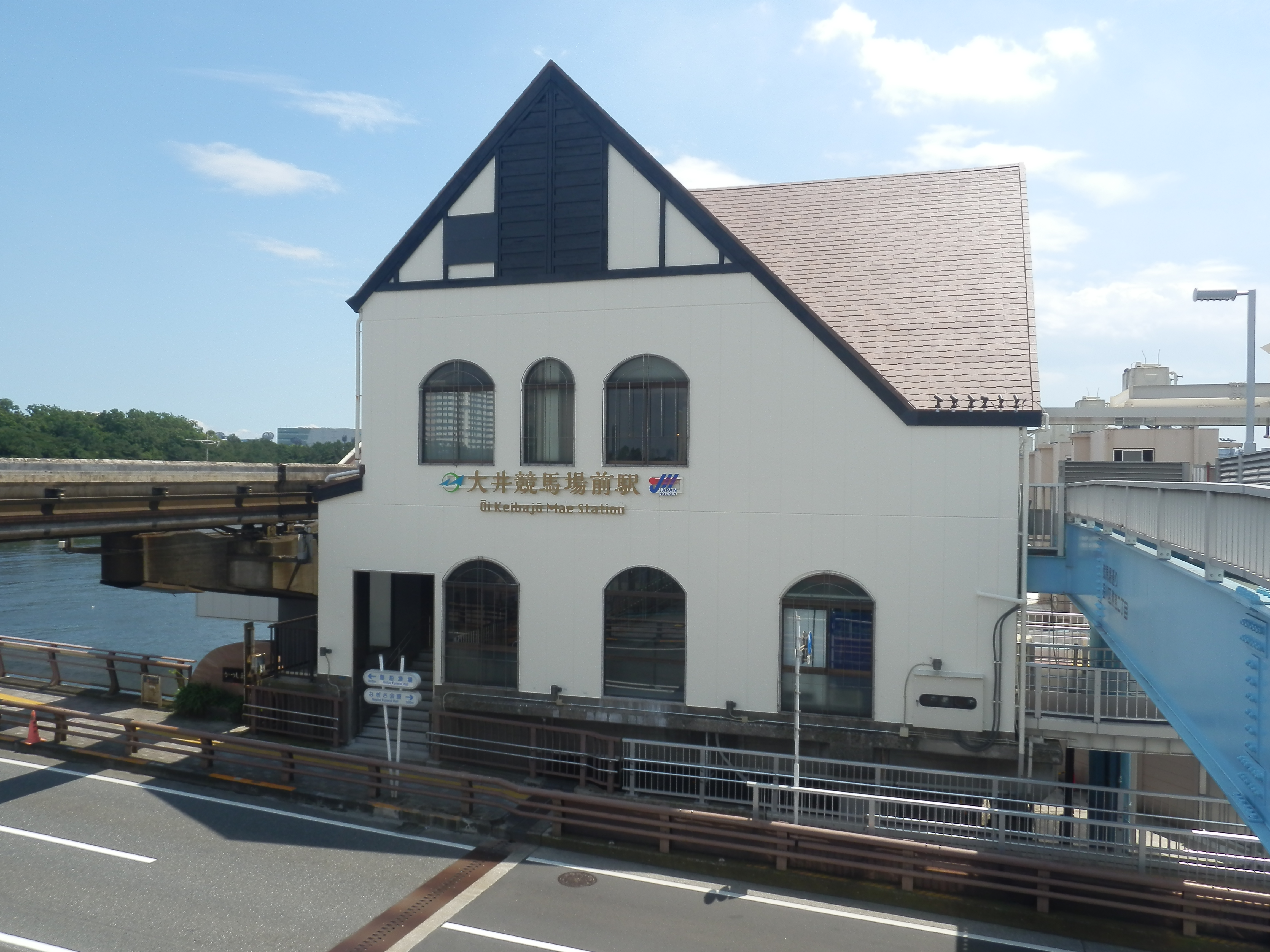
大井競馬場前駅

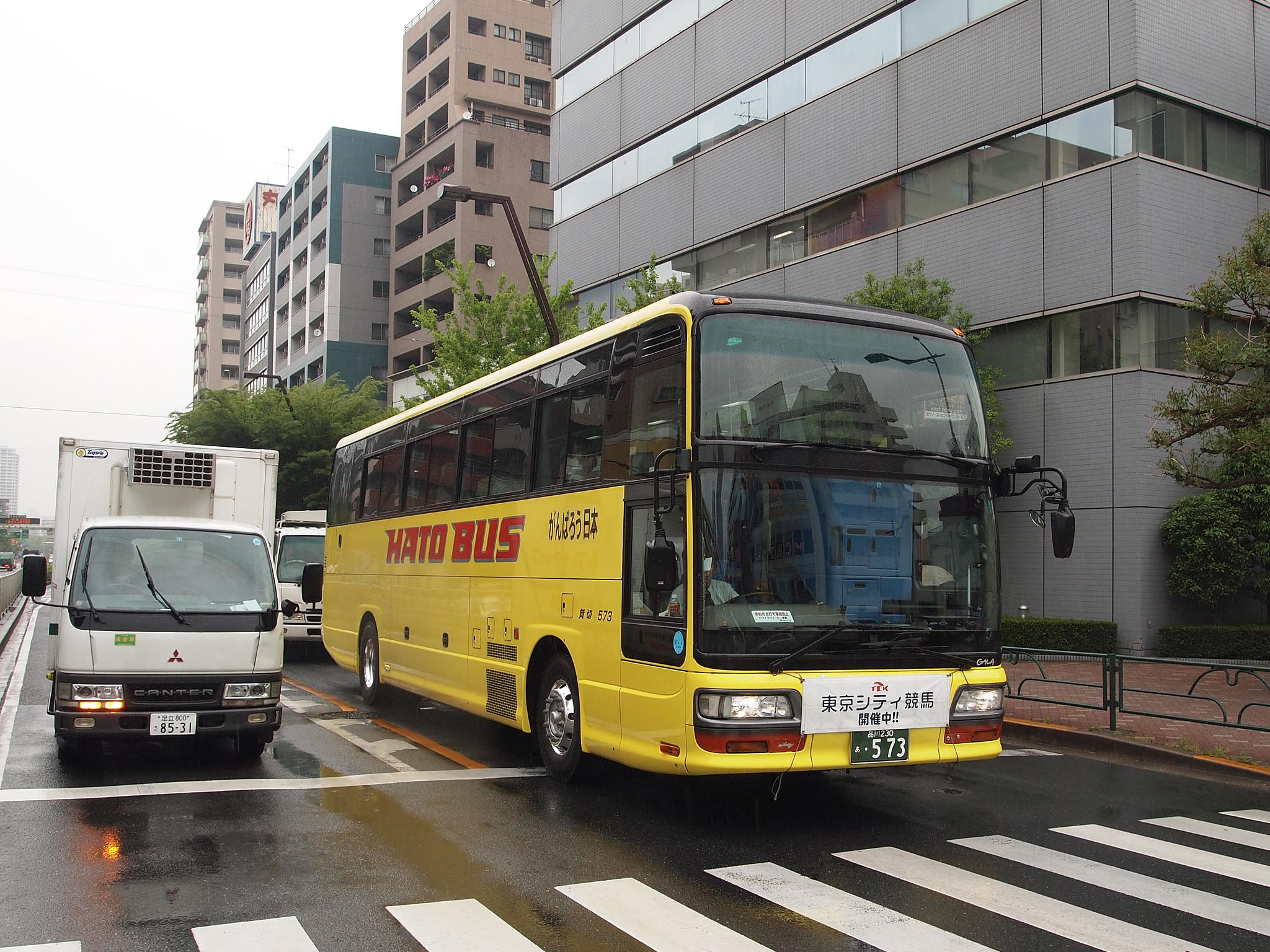
錦糸町駅からのシャトルバス（運行終了）

- 大井競馬場前駅（東京モノレール羽田空港線）から徒歩2分。
- 立会川駅（京浜急行電鉄本線）から徒歩約10分。
- 目黒駅・白金台駅・品川駅から都営バス品93系統（路線バス）。（開催日及び場外発売日は復路無料）
- 大森駅・大森海岸駅から京浜急行バス森22系統（路線バス）。（大井競馬場駅前下車徒歩1分）
- 大井町駅から都営バス井92系統（路線バス）。（八潮南下車徒歩約10分）
- 大井町駅から京浜急行バス井19系統（路線バス）。（立会川下車徒歩約10分）
- 自動車の場合は、首都高速湾岸線の大井南出入口と中環大井南出入口が、最寄りのインターチェンジ。駐車料金は1回1,000円。

また特定日に復路のみ大井町駅へ臨時無料運行を行う場合がある。

### 廃止・休止
- 開催日および場外発売日のみ臨時無料送迎バス
  - 大井町駅から無料送迎バス（東急バス）にて約12分。(2024年3月開催をもって廃止[2])
- 開催日のみ臨時無料送迎バス
  - 品川駅へ直行無料送迎バス。（都営バス・復路のみ・ナイター期間中及び年末開催のみ・最終レース後発車）
  - 以前は両国駅から無料水上バス「トゥインクル号」をトゥインクルレース開催時のみ運行したほか、 錦糸町駅から無料送迎バス（はとバス）をもナイター期間中及び年末開催のみ運行していたが、前者は2004年より休止となり、後者も2019年末で終了となった。